# Ханпрап, Тхевин
Тхевин Ханпрап (тайск. เทวินทร์ หาญปราบ; род. 1 августа 1998, Патхумтхани) — тайский тхэквондист, выступает за сборную Таиланда начиная с 2013 года, представитель весовой категории до 58 кг. Серебряный призёр летних Олимпийских игр в Рио-де-Жанейро, чемпион Игр Юго-Восточной Азии в Куала-Лумпуре, бронзовый призёр Универсиады в Тайбэе, бронзовый призёр мирового Гран-при, победитель многих турниров национального и международного значения.

## Биография
Тхевин Ханпрап родился 1 августа 1998 года в ампхе Нон-Суэа провинции Патхумтхани. После окончания средней школы учился в университете Чулалонгкорн на факультете политологии. Серьёзно занимался тхэквондо с раннего детства, впервые вошёл в состав таиландской национальной сборной в 2013 году, выступив на чемпионате Азии среди юниоров.
В 2014 году выступил на летних юношеских Олимпийских играх в Нанкине, однако попасть здесь в число призёров не смог, остановился на стадии четвертьфиналов.
Первого серьёзного успеха на взрослом международном уровне добился в сезоне 2015 года, когда вошёл в основной состав взрослой сборной Таиланда и выиграл бронзовую награду на азиатском первенстве в категории до 51 кг. Также в этом сезоне побывал на открытом чемпионате Индонезии, откуда привёз награду серебряного достоинства.
Благодаря череде удачных выступлений удостоился права защищать честь страны на летних Олимпийских играх в Рио-де-Жанейро. Благополучно прошёл здесь первых троих соперников в весовой категории до 58 кг, в решающем поединке встретился с китайцем Чжао Шуай и уступил ему со счётом 4:6, получив тем самым серебряную олимпийскую медаль.
Помимо этого, в 2016 году выиграл золотые медали на открытых чемпионатах Австралии и США, в том числе со счётом 9:8 взял верх над россиянином Ренатом Тухватуллиным.
После бразильской Олимпиады Ханпрап остался в основном составе тайской национальной сборной и продолжил принимать участие в крупнейших международных турнирах. Так, в 2017 году он одержал победу на Играх Юго-Восточной Азии в Куала-Лумпуре, стал бронзовым призёром летней Универсиады в Тайбэе и получил бронзу на этапе мирового Гран-при в Лондоне, добавил в послужной список золотые награды открытых чемпионатов США и Дании. Находясь в числе лидеров тайской тхэквондистской команды, отправился представлять страну на чемпионате мира в Муджу, тем не менее, уже на стадии четвертьфиналов лёгкого веса его остановил представитель Южной Кореи Чон Юн Джо.